# Ханевич, Михаил Дмитриевич
Михаил Дмитриевич Ханевич (бел. Мiхаiл Дзiмiтравiч Ханевiч; род. 20 декабря 1954 года, дер. Куписк Новогрудского района Гродненской области, Белорусская ССР, СССР) — российский хирург, онколог и трансфузиолог; доктор медицинских наук, профессор, полковник медицинской службы. Главный хирург ГБУЗ "Городская Мариинская больница" (с марта 2020 года по наст. время) г. Санкт-Петербург. 

## Биография
Родился в деревне Куписк Новогрудского района Гродненской области. В 1974 году окончил Слонимское медицинское училище, после чего трудился фельдшером Делятического фельдшерско-акушерского пункта. В 1975 году поступил, а в 1981 году с отличием окончил Военно-медицинскую академию имени С. М. Кирова. Во время учёбы в академии являлся Ленинским стипендиатом, секретарем первичной партийной организации курса. В 1984 году, после трёхгодичной службы врачом части, М. Д. Ханевич был зачислен в адъюнктуру при кафедре хирургии усовершенствования врачей № 2, где учился под руководством И. А. Ерюхина и В. Я. Белого. 
В 1993 году защитил докторскую диссертацию на тему: «Энтеральная недостаточность при перитоните и кишечной непроходимости». В 1994 году назначен заместителем начальника той же кафедры с одновременным исполнением обязанностей главного хирурга Городской больницы № 20 г. Санкт-Петербурга. На базе этой больницы в 1997 году создал и возглавил первый в России «Городской центр реконструктивно-восстановительной хирургии кишечника». 
В 2000 году назначен начальником кафедры военно-полевой (военно-морской) хирургии Государственного института усовершенствования врачей МО РФ (г. Москва). Кафедральную работу совмещал с должностью главного хирурга ГБУЗ «Городская клиническая больница № 29 имени Н. Э. Баумана» г. Москвы. Неоднократно командировался в Северо-Кавказский военный округ для оказания специализированной помощи раненым. После увольнения из Вооружённых Сил в 2005 году вернулся в Санкт-Петербург на должность заместителя главного врача — главного хирурга СПб ГБУЗ «Городской клинический онкологический диспансер». Одновременно с этим он в 2006 году избран руководителем отдела клинической трансфузиологии и хирургии ФГБУ «Российский НИИ гематологии и трансфузиологии» ФМБА России». С марта 2020 года является Главным хирургом ГБУЗ "Городская Мариинская больница" г. Санкт-Петербурга.

### Деятельность
Руководитель Санкт-Петербургского Городского центра реконструктивно-восстановительной хирургии кишечника (1997—2000); начальник кафедры военно-полевой (военно-морской) хирургии Государственного института усовершенствования врачей МО РФ (2000—2005) г. Москва; заместитель главного врача ГБУЗ «Городской клинический онкологический диспансер» по хирургии (с 2005 по март 2020) г. Санкт-Петербург; руководитель отдела клинической трансфузиологии и хирургии ФГБУ «Российский научно-исследовательский институт гематологии» ФМБА России (с 2006 по наст. время) г. Санкт-Петербург.

## Направления научной деятельности
Основной научный интерес профессора М. Д. Ханевича сконцентрирован на изучении проблем лечения больных с абдоминальной инфекцией, кишечной непроходимостью, желудочно-кишечными кровотечениями, огнестрельными ранениями и закрытой травмой живота, онкологическими заболеваниями органов живота, разработкой реконструктивно-восстановительных операций пищеварительной системы, исследовании эффективности инфузионно-трансфузионной и детоксикационной терапии при лечении больных перитонитом и кишечной непроходимостью, исследовании эффективности применения криовоздействия при хирургическом лечении опухолей печени, поджелудочной железы, сарком мягких тканей. 
М. Д. Ханевичем созданы и внедрены в клиническую практику полифункциональные зонды для дренирования кишечника, разработан принцип инфузионной терапии с использованием антигипоксантных растворов, а созданный в соавторстве искусственный переносчик кислорода на основе модифицированного гемоглобина стал первым в мире препаратом, допущенным к применению в клинической практике. 
М. Д. Ханевич является хирургом, онкологом и колопроктологом высшей квалификационной категории, 
Под его руководством защищены 28 кандидатских и 6 докторских диссертаций, изданы более 400 научных работ, в том числе 17 монографий по различным разделам абдоминальной хирургии, трансфузиологии и онкологии. В 2019 году хирургическое сообщество г. Санкт-Петербурга избрало его Председателем Правления Хирургического общества Пирогова.

## Награды и звания
- Заслуженный врач РФ (2002)
- Серебряная медаль имени И. И. Мечникова «За вклад в укрепление здоровья нации», 2004
- Заслуженный деятель науки РФ (2009)
- Медаль Хирургического общества Пирогова «За вклад в развитие хирургии», 2010
- Золотые медали Всемирного криохирургического общества (Вена, Австрия, 2011; Бали, Индонезия, 2013)
- Первая премия «In Vita Veritas» Ассоциации онкологов России «За достижение в области онкохирургии», 2013
- Лауреат премии Правительства РФ в области науки и техники (2013)
- Большая медаль академика А. А. Вишневского «За выдающиеся заслуги в области медицинской науки и здравоохранения», 2017
- Имя М. Д. Ханевича занесено в Книгу Славы Новогрудского района (2010)[2]

## Избранные научные труды
- Дренирование тонкой кишки при перитоните и кишечной непроходимости. — СПб: Росмедполис, 1993. — 240с (соавт. Нечаев Э. А., Курыгин А. А.)
- Кишечная непроходимость. — СПб: Питер, 1999. — 448с (соавт. Ерюхин И. А., Петров В. П.)
- Неотложная эндоваскулярная хирургия гастродуоденальных кровотечений. — М: Интел-Тек, 2002. — 87с (соавт. Хрупкин В. И., Зубрицкий В. Ф.)
- Кровотечения из хронических гастродуоденальных язв у больных с внутрипеченочной портальной гипертензией. — Новосибирск: Наука, 2003. — 198с (соавт. Хрупкин В. И., Жерлов Г. К.)
- Тромбоэмболия малого круга кровообращения. — МедЭкспертПресс, 2003. — 232с (соавт. Хрупкин В. И., Зубрицкий В. Ф.)
- Перитонит: инфузионно-трансфузионная и детоксикационная терапия. — М: МедЭкспертПресс, 2004. — 205с (соавт. Селиванов Е. А., Староконь П. М.)
- Эндовидеохирургия в онкологии. — СПб: Аграф+, 2008. — 152с (соавт. Щербук Ю. А., Манихас Г. М.)
- Профилактика и лечение осложнений колостом. — СПб: Аграф+, 2008. — 168с (соавт. Стойко Ю. М., Коновалов С. В.)
- Колоректальный рак: выбор хирургической тактики при толстокишечной непроходимости. — СПб: Аграф+, 2008. — 136с (соавт. Лузин В. В.)
- Профилактика и лечение острых гастродуоденальных язв и язвенной болезни. — СПб: Аспринт, 2009. — 246с (соавт. Скрябин О. Н.)
- Послеоперационная интраабдоминальная инфекция в неотложной хирургии. — СПб: Аграф+, 2009. — 288с (соавт. Бордаков В. Н., Зубрицкий В. Ф.)
- Малоинвазивные симптоматические операции у больных раком пищевода. — СПб: Аграф+, 2009. — 136с (соавт. Карасёва Н. А., Ларин Д. Б., Чалаев А. Г.)
- Криохирургия рака поджелудочной железы. — СПб: Аграф+, 2011. — 228с (соавт. Манихас Г. М.)
- Хирургическое лечение опухолей печени и поджелудочной железы с использованием криохирургической техники. — СПб: Аграф+, 2017. — 128с
- Интервенционная радиология и криотехнологии в лечении сарком мягких тканей конечностей. — СПб: Аграф+, 2018. — 144с. (соавт. Манихас Г. М., Хазов А. В.)

Литература
- ПРОФЕССОР МИХАИЛ ДМИТРИЕВИЧ ХАНЕВИЧ (К 60-ЛЕТИЮ СО ДНЯ РОЖДЕНИЯ) https://elibrary.ru/item.asp?id=22943131
- Поздравляем с Юбилеем М. Д. Ханевича! http://vestnikmax.ifmo.ru/file/article/11692.pdf
- К Юбилею М. Д. Ханевича ВОПРОСЫ ОНКОЛОГИИ. 2014, ТОМ 60, № 6